# (32643) 2609 P-L
2609 P-L (asteroide 32643) é um asteroide da cintura principal. Possui uma excentricidade de 0.13934700 e uma inclinação de 3.42692º.
Este asteroide foi descoberto no dia 24 de setembro de 1960 por Cornelis Johannes van Houten e Ingrid van Houten-Groeneveld e Tom Gehrels em Palomar.